# Avgustov forum
Avgustov forum (italijansko: Foro di Augusto) je eden izmed cesarskih forumov v Rimu, ki ga je zgradil Avgust. Vključuje tempelj Mars Ultorja. Nepopoln forum in njegov tempelj sta bila odprta v 2. pr. n. št., 40 let po prvi prisegi.

## Zgodovina
Triumvir Oktavijan je med bitko pri Filipih leta 42 pred našim štetjem obljubil, da bo zgradil tempelj v čast Marsa, rimskega boga vojne. Po zmagi v bitki je Oktavijan s pomočjo Marka Antonija in Lepida poskrbel za umor svojega posvojitelja Julija Cezarja. Postal je princep v Rimu leta 27 pred našim štetjem pod imenom Avgust in načrtoval, da bo tempelj zgrajen v novem forumu, poimenovanem po njem. Avgust je uporabil socialno propagando tako, da je nadaljeval Cezarjevo voljo, da bi ustvaril tempelj Marsu Ultorju »večji od kakršnega koli do zdaj«, tako da ga je postavil v tempelj, se povezal s svojim božanskim posvojiteljem - očetom in si s svojo ljubeznijo pridobil močno povezavo z rimskim prebivalstvom skozi ljubezen za pokojnega diktatorja.
Zemljišče, na katerem naj bi se gradil forum, je že bilo v lasti samega Avgusta. Vendar so prvotni načrti zahtevali več prostora, kot ga je imel. Načrti so bili rahlo spremenjeni, tako da je očitna neka asimetrija, zlasti v vzhodnem kotu okrožja, za katerega je Sueton trdil, da Avgust ni hotel vzeti hiš bližnjih lastnikov . To dobro delo je bilo več kot le trik, da bi prihranili Avgustov denar in težave. Ta zemljišča, pa tudi številne arhitekturne nesreče, so podaljšale gradnjo. Nepopoln forum in njegov tempelj sta bila odprta 40 let po prisegi, v letu 2 pr. n. št.  Leta 19 n. št. je Tiberij dodal dva slavoloka na obeh straneh templja v čast Druzu mlajšem in Germaniku in njunima zmagama v Germaniji.
S posvečenjem Trajanovega foruma iz leta 112, se je število napisov, ki so jih našli v Avgustovem forumu, zmanjšalo, kar nakazuje, da je bilo veliko njegovih funkcij prenesenih na novo prizorišče, čeprav je Hadrijan opravil nekaj popravil . Izobraževalna in kulturna raba eksedre je bila zabeležena v pozni antiki. Zadnje obvestilo o forumu je bilo podano leta 395. Arheološki podatki pričajo o sistematični razgradnji objektov v prvi polovici 6. stoletja, verjetno zato, ker je bil resno poškodovan v potresu ali med vojno. Avgustov forum je bil med prvimi velikimi javnimi zgradbami v Rimu, ki so izginile, kar pojasnjuje tudi hitro izgubo spomina na njegovo prvotno ime. V 9. stoletju so na pobočju porušenega templja postavili Bazilijev samostan.

## Uporaba
Avgustov forum je bil zgrajen tako, da je imel tempelj v čast Marsu in imel še en prostor za sodne postopke, saj je bil Rimski forum zelo natrpan.  Pred bitko so se generali odpravili iz Marsovega templja, potem ko so se udeležili otvoritvene slovesnosti. Druge slovesnosti so potekale v templju, vključno s predpostavko, da so toga virilis mladi moški. Senat se je srečal v templju, ko je razpravljal o vojni, zmagovalni generali pa so svoj plen posvetili Marsu ob oltarju. Tudi orožje ali plen, pridobljen v bitki, sta bila pogosto shranjena na forumu . Druga prednost, ki jo je Avgust naredil iz templja, je bila shranjevanje standardov - praporov, ki so jih vzeli Partom iz Kare med svojo neuspelo kampanjo, po tem, ko so jih po Avgustovi diplomaciji izročili leta 20 pred našim štetjem, kot je to prikazano na kipu Avgust pri Prvih vratih . Tri prapore in akvilae (orel) so izgubili leta 9 n. št. v bitki v Tevtoburškem gozdu, legij Legio XVII, Legio XVIII in Legio XIX. Prvega so dobili nazaj od Marsov leta 14, orla XIX. legije pa so leta 15 od Brukterov dobili vojaki Lucija Stertinija. Tretji izgubljeni rimski prapor je dobil nazaj Publij Gabinij leta 41 od Havkov in vsi trije so bili nameščeni v templju Marsa maščevalca.

## Kiparstvo
Forum je bil poln različnih kipov. Najpomembnejši so bili Avgustovi kipi v polni vojaški opremi v središču foruma in Mars in Venera v templju. Skupno je bilo 108 portretnih kipov z napisi dosežkov vsakega posameznika, kar je zagotavljalo pomembno predstavo o tem, kako je Avgust videl svojo vlogo v rimski zgodovini . Napisi so moderni znanstveniki imenovali elogia . Poleg kipov vseh rimskih triumfatorjev, ki so bili bodisi iz brona ali marmorja in so bili nameščeni na levi strani foruma in na levi eksedri, so celotno desno stran in desno eksedro polnili kipi moških Julijsko-klavdijske družine. Sledila je Avgustovemu rodovniku nazaj skozi štirinajst albanskih kraljev do prednikov Eneja in Romula. Te figure so okrepile pomen tako rimske linije kot tudi prestižne rodbine, ki jo je imel sam Avgust . Z oglaševanjem te linije je krepil svojo moč in oblast kot vodja. Sebe je slikal kot enega od »velikih«, vrednih moči, ki jo je imel. Medtem ko vse elogije zapisujejo dejanja teh velikih ljudi, Avgustov Res gestae divi Augusti deluje kot neposredna vzporednica.
Kipi na forumu so bili odličen razlog, da je Avgust terjal obnovo republike. Ne samo, da so bili velikani iz rimske preteklosti počaščeni s svojimi doprsji, ampak je tudi Avgust s temi ljudmi vzpostavil svoje prednike, bodisi s krvjo ali duhom. To je Avgustu omogočilo še eno povezavo med njim in staro republiko, dobo rimske zgodovine, ki jo je nenehno poskušal priklicati med svojo vladavino.
Drugi kipi so bili še slonokoščena Atena Aleja, ki jo je oblikoval starogrški kipar Endej, in jo je Avgust vzel iz njenega templja v Tegeji v Grčiji.
Forum je narejen iz opečnih blokov peperino tufa z marmorjem iz Carrare. Njegova struktura vključuje tudi kolonade iz giallo antico, iz Numidije, z drugo etažo kolonad iz africano in pavonazzetto. Ti materiali so iz celega cesarstva, vendar so bile zaprte stene iz lokalnega rimskega kamna. Čeprav so različni barvni kamni ustvarili vizualni spektakel, so simbolizirali tudi, da je lahko imperij zgrajen iz različnih narodov, vse pa jih brani in ohranja Rim 

## Sources
- Raaflaub. Between the Republic and Empire.
- Luce, T.J. Livy Augustus and the Forum Augustum. pp. 123–138.
- Galinsky, Karl. Augustan Culture. pp. 197–213.
- Roth, Leland M. (1993). Understanding Architecture: Its Elements, History and Meaning (First ed.). Boulder, CO: Westview Press. p. 222. ISBN 0-06-430158-3.
- Earl, Donald C. (1968). The Age of Augustus. New York: Crown Publishers. p. 116.
- The Cambridge Ancient History (New ed.). London: Cambridge University Press. 1970. p. 193.
- Platner, Samuel Ball. A Topographical Dictionary of Ancient Rome.
- Magie, David (1967–1968). Scriptores Historiae Augustae, with an English Translation by David Magie. Loeb Classical Library. Cambridge, Massachusetts: Harvard University Press. p. 235.